# 2,2-dikloro-1,1,1-trifluoroetan
2,2-dikloro-1,1,1-trifluoroetan ali HCFC-123 velja za alternativo CFC-11 v nizkotlačnih hladilnih sistemih in sistemih HVAC in se ga ne sme uporabljati v aplikacijah vpihavanja pen ali uporabi topil.
Njegov potencial tanjšanja ozona znaša 0,012, potencial globalnega segrevanja pa 76. HCFC-123 bo v skladu s trenutnim razporedom Montrealskega sporazuma postopoma opuščen, še naprej pa se bo lahko do leta 2020 v razvitih državah uporabljal v novih HVAC napravah, za servisne potrebe pa bo proizvajan do leta 2030. Države v razvoju lahko novo opremo uporabljajo do leta 2030 in se lahko v servisne namene proizvajajo do leta 2040.
HCFC-123 se uporablja v velikih centrifugalnih hladilnih napravah in je trenutno najučinkovitejše hladilno sredstvo na trgu za aplikacije HVAC. HCFC-123 se uporablja tudi kot testno sredstvo za obvodno uhajanje adsorberjev ogljika v sistemih za filtriranje plinov in kot primarna kemikalija v sredstvu za gašenje požara Halotron I.
Rezervoarji za shranjevanje HCFC-123 morajo biti svetlo sivi.
Izomera sta 1,2-dikloro-1,1,2-trifluoroetan (R-123a) s CAS 354-23-4 in 1,1-dikloro-1,2,2-trifluoroetan (R-123b) s CAS 812-04-4.